# I Szunsin

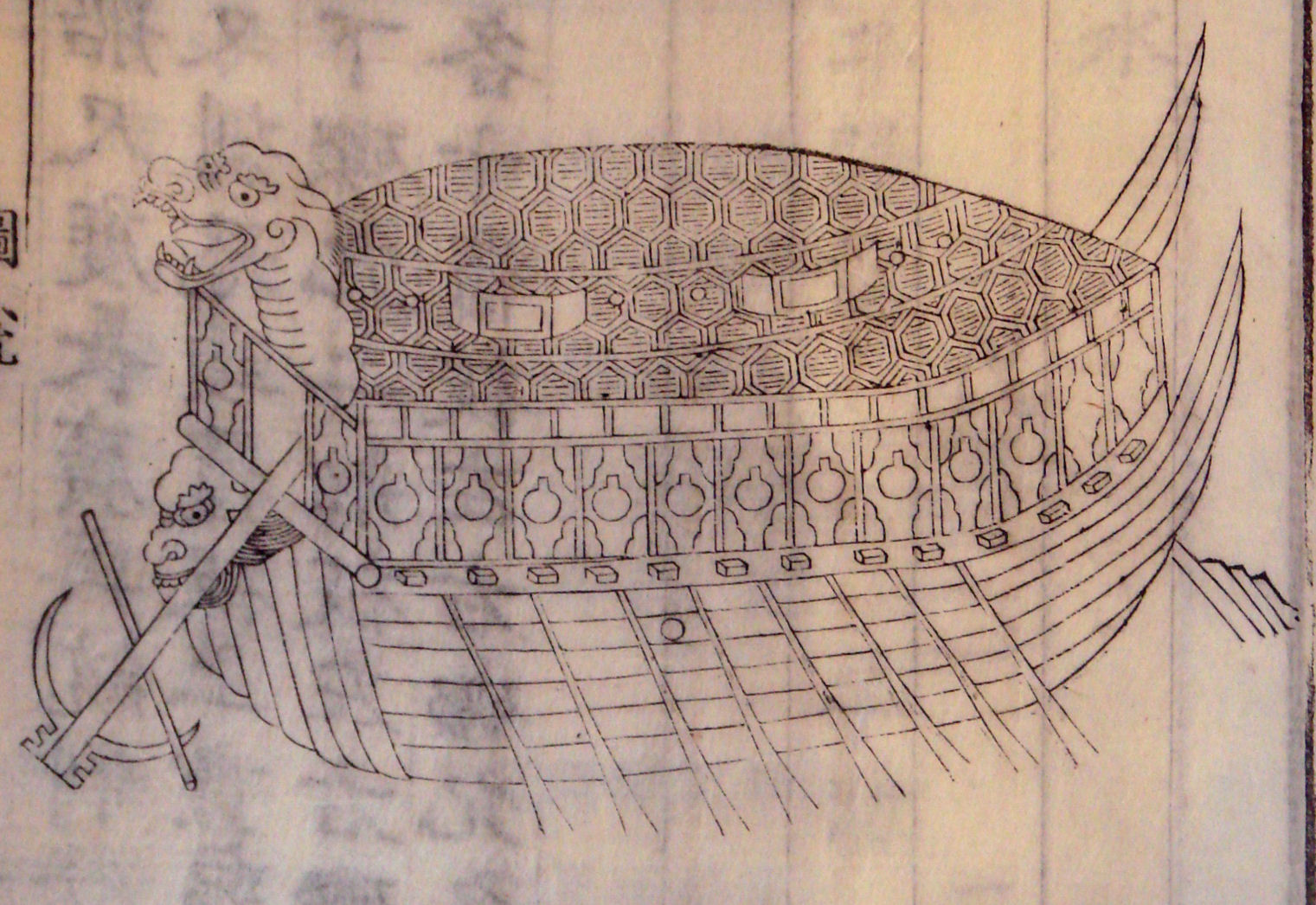
A 16. századi teknőshajó első részletes ábrázolása. A rajz a 18. század végén készült, egy ugyancsak 18. századbeli makett alapján.

I Szunsin (hangul: 이순신, handzsa: 李舜臣, RR: Yi Sun-shin; Hanszong, 1545. április 28. – Norjang-szoros, Namhe közelében, 1598. december 16.) koreai nemzeti hős, aki hét tengeri csatát nyert az óriási túlerőben lévő japánok ellen. Ehhez a sikerhez az úgynevezett teknőshajók segítették, amelyeket 1592-ben vetett be először.

## Emlékezete
Az udvar számára írott háborús naplóját többé-kevésbé átszerkesztve számos nyelvre lefordították. 2013 júniusában az UNESCO I Szunsin 16. századi háborús naplóját (a Nandzsung Ilgi-t) a világemlékezet részévé nyilvánította, mivel a maga nemében egyedülállónak tartják a világon.
A teknőshajókról számos többé-kevésbé hiteles rekonstrukció készült.
Az admirálist a japán flotta hivatalos szentjének tekintette a 20. század elején.[forrás?]
Koreában számos szobor őrzi emlékét, mauzóleumot állítottak emlékére.
A dél-koreai televízió A halhatatlan I Szunsin admirális címmel sorozatot készített életéről, a Mennyei katonák ( Heavens' Soldiers; koreaiul: 천군) című  fantasztikus film is az ő idejében játszódik.
2012. május 10-én adták át a róla elnevezett I Szunsin függőhidat, amely átadásakor a világ negyedik leghosszabb függőhídja volt. A híd 1545 m-es fesztávolsága megegyezik I Szunsin születési évével.

## Forrásjegyzék
- Léon Rochotte: La Corée, 5000 ans d'histoire en raccourci - L'Amiral Yi Sun-shin fait face au péril japonais. [2007. szeptember 10-i dátummal az eredetiből archiválva]. (Hozzáférés: 2011. június 19.) (franciául)
- The Book of Corrections: Reflections on the National Crisis during the Japanese Invasion of Korea, 1592-1598. (angolul) Choi Byung-hyon (fordító). (hely nélkül): Institute of East Asian Studies: University of California, Berkeley. 2002.  ISBN 9781557290762
- Imjin Changch'o: Admiral Yi Sun-Sin's Memorials to Court. (angolul) Ha, Tae-hung (fordító). Republic of Korea: Yonsei University Press. 1979.
- Hawley, Samuel: The Imjin War: Japan's Sixteenth-Century Invasion of Korea and Attempt to Conquer China. (angolul) (hely nélkül): Republic of Korea and U.S.A.: Co-Published by The Royal Asiatic Society and The Institute of East Asian Studies, University of California, Berkeley. 2005.  ISBN 89-954424-2-5
- Stephen Turnbull: Samurai Invasion: Japan's Korean War. (angolul) Great Britain: Cassell & Co. 2002.  ISBN 9780304359486
- Research Institute of Yi Sun Sin - a Soon Chun Hyang University kutatóintézete (koreaiul)
- Chungmugong Yi Sun-Sin - a Gyeongsangnam-do turistairoda  Yi Sun-sin lapja Yi-sunsin.com (angolul)
- The Great Admiral Yi Sun-Shin - Asan városának I Szunsin lapja E-sunshin.com
- Hyeonchungsa Shrine Management Office (angolul)
- Yi Sun Sin : the man who transforms Korea Archiválva 2010. július 11-i dátummal a Wayback Machine-ben - Yi Sun-sin projekt Yisunsin.prkorea.com
- Admiral Yi Sun-sin - A koreai hős Koreanhero.net  (angolul)
- Yi-Sunshin Jadedragon.com  (angolul)
- YiSunsin.com Archiválva 2021. november 13-i dátummal a Wayback Machine-ben - Yi Sunsin információs portál  (angolul)

## Galéria

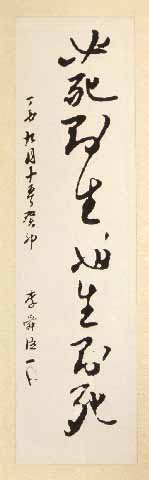
Kalligráfia I Szunsin szavaival.
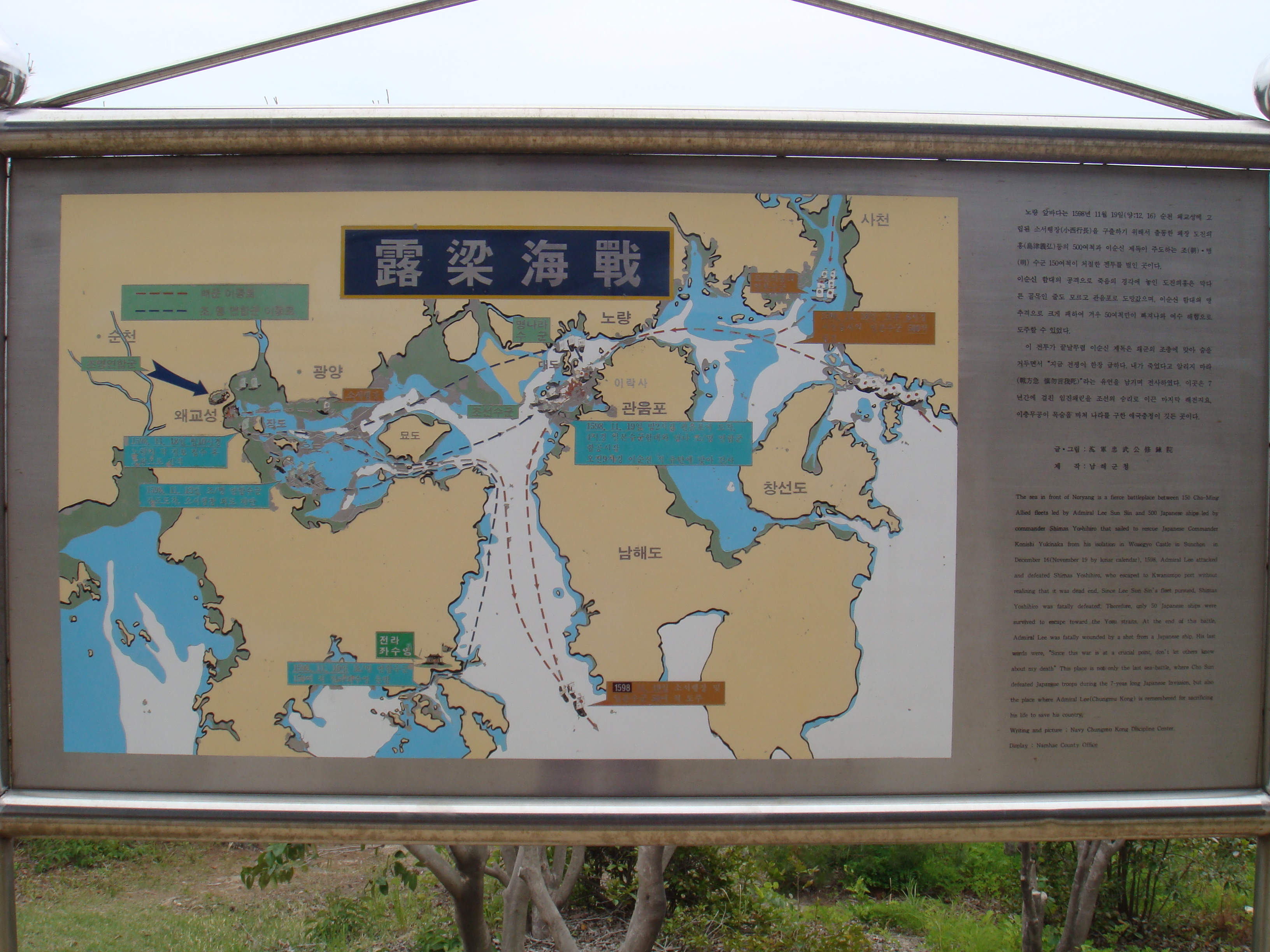
A halálát hozó csata térképe.
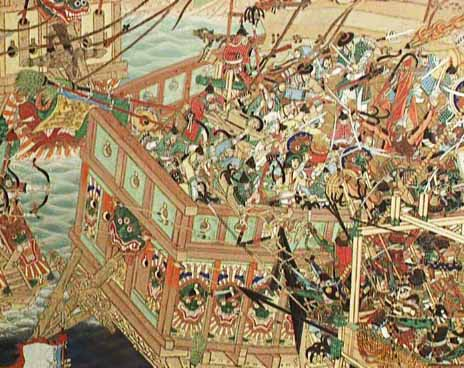
Egy tengeri csata ábrázolása.
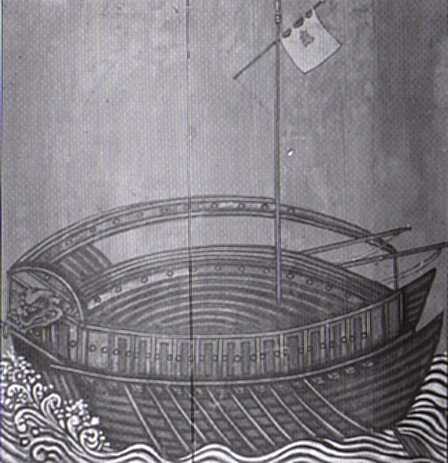
Egy 15. századi teknőshajó 18. századbeli ábrázolása.
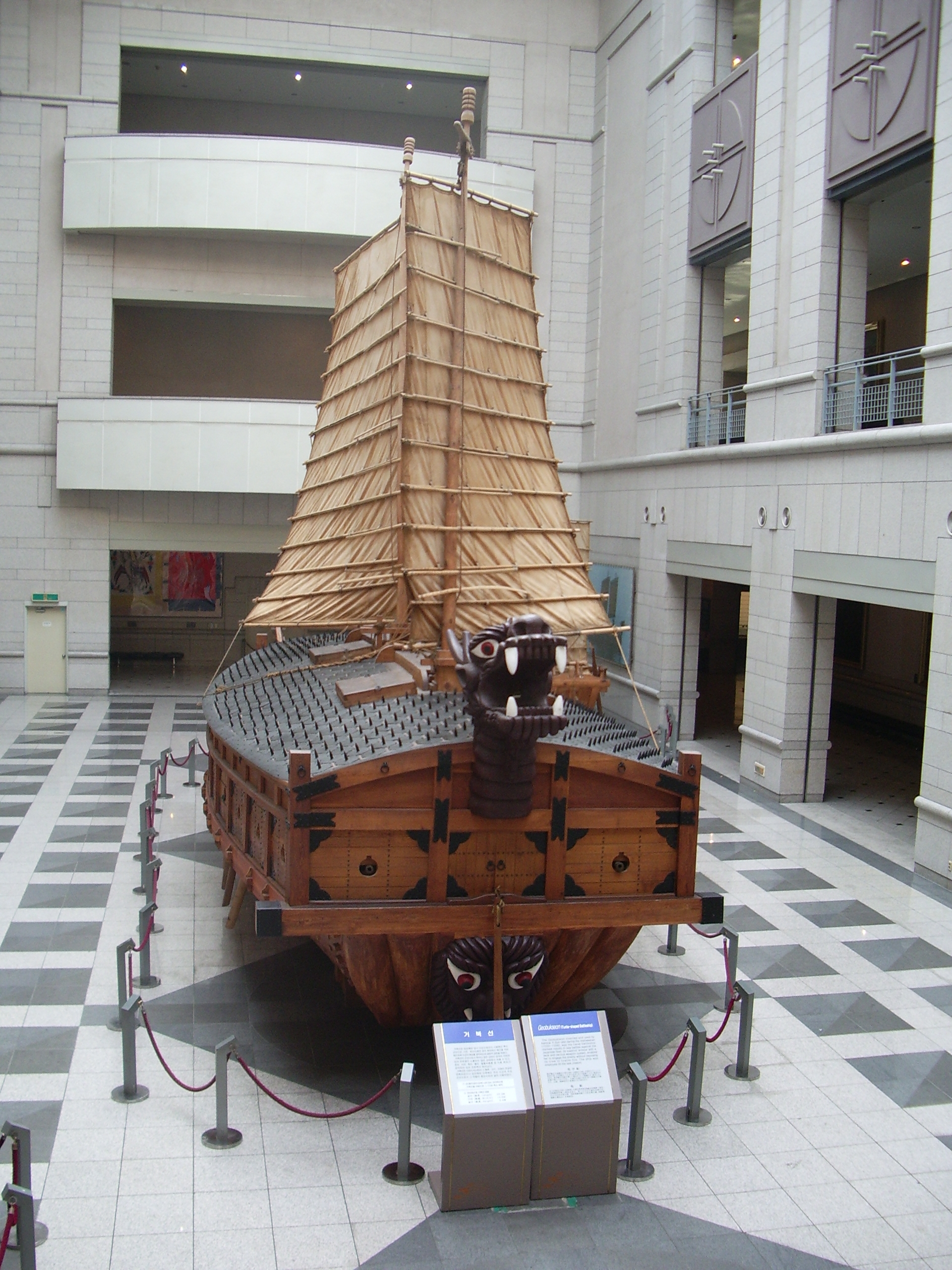
A korabeli teknőshajó rekonstrukciója. A fémlemez borítás korhűsége vitatott.
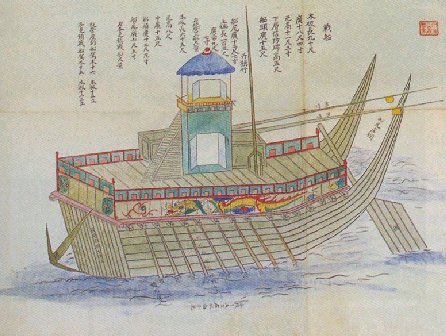
Korabeli koreai hadihajó.
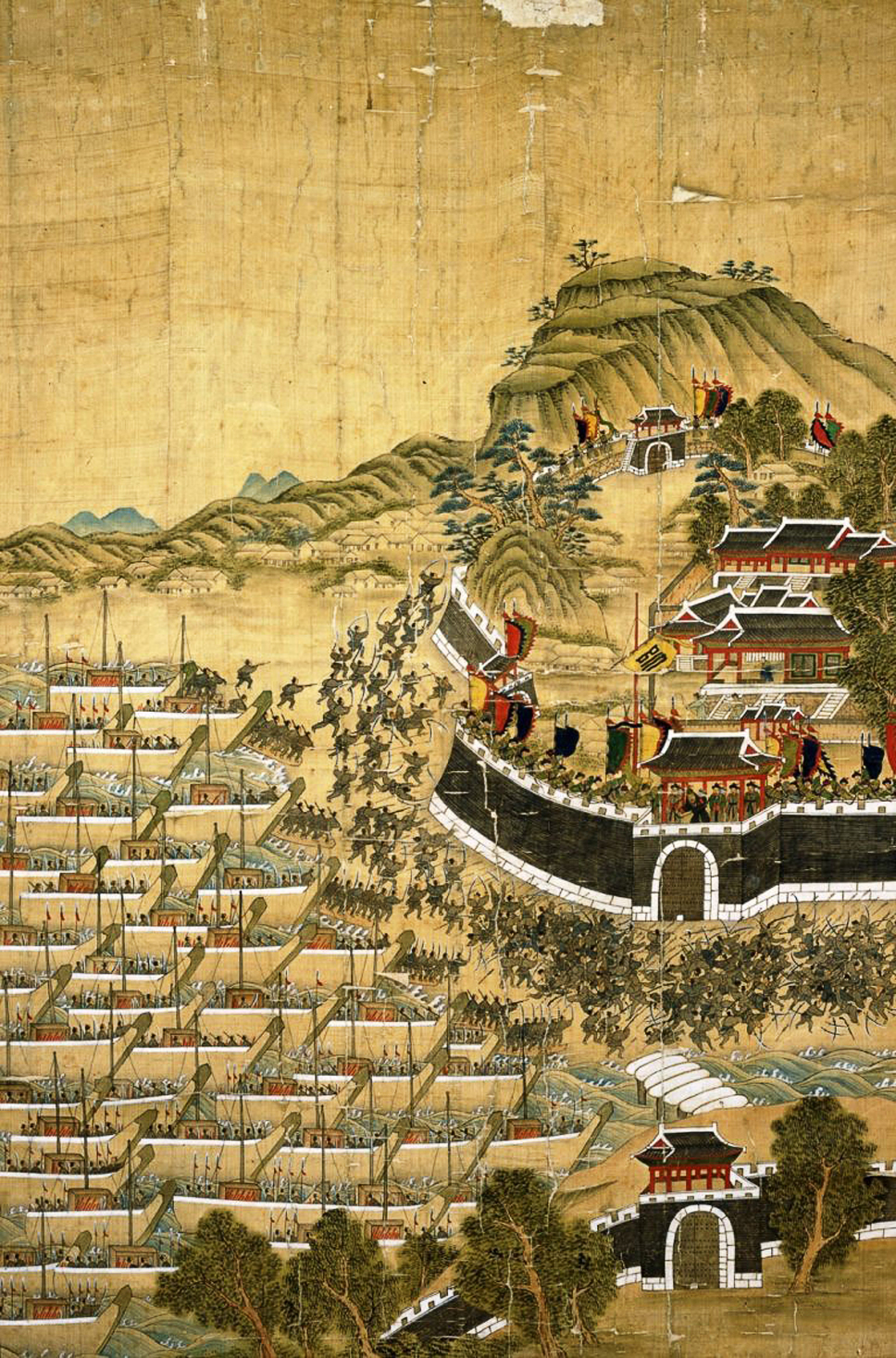
A japánok partraszállása.
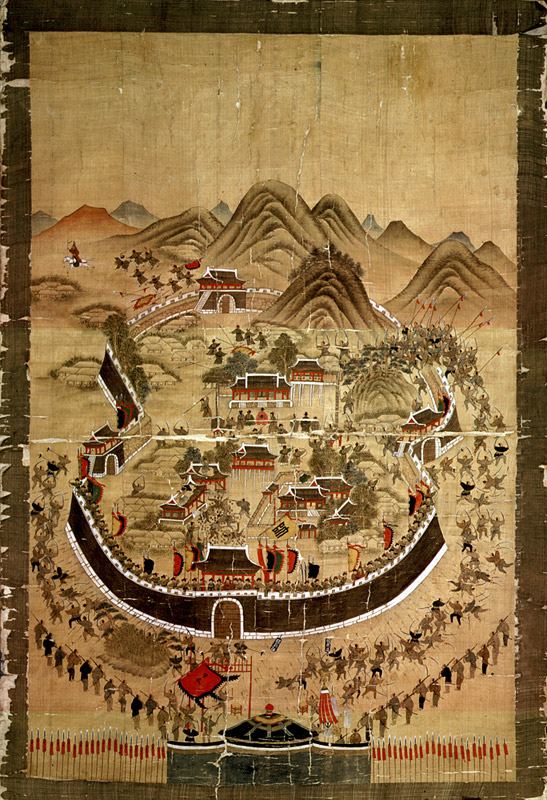
18. századi festmény a tongnei csatáról.
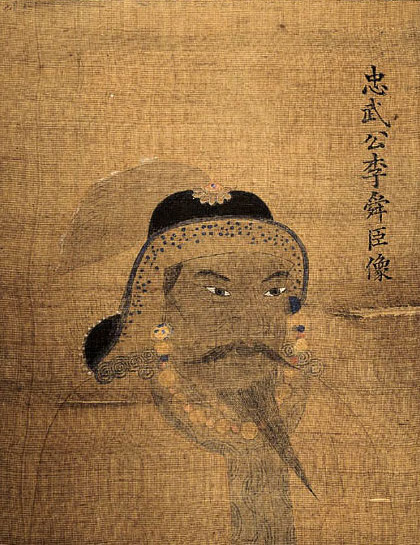
I Szunsin portréja